# NHK大阪放送局
NHK大阪放送局（日语：／ Enu Echi Kei Ōsaka Hōsōkyoku），又称NHK大阪广播电视台，是日本放送協會（NHK）的地方广播电视台（放送局）之一，位於日本大阪府大阪市中央區大手前四丁目1番20號大阪放送會館。该机构設立於1925年2月28日，和東京局、名古屋局並列為NHK創立當時就開設的广播电台（放送局）之一。其廣播服務開始於1925年6月1日，電視服務開始於1954年3月1日。NHK大阪第一套廣播的呼號為JOBK，綜合電視的呼號為JOBK-DTV，因此亦有BK的簡稱。NHK大阪是日本放送協會規模第二大的據點，也是NHK在近畿地方的地区据点台（據點放送局），管轄範圍包括京都局、神戶局、奈良局、和歌山局。NHK大阪製作有眾多在日本全國或近畿地方播出的節目，包括每年10月至3月播出的《連續電視小說》。並且若NHK广播电视中心因災害或事故等原因而無法播出節目時，NHK大阪可替代东京的NHK广播电视中心播出節目。

## 歷史

### 二戰前

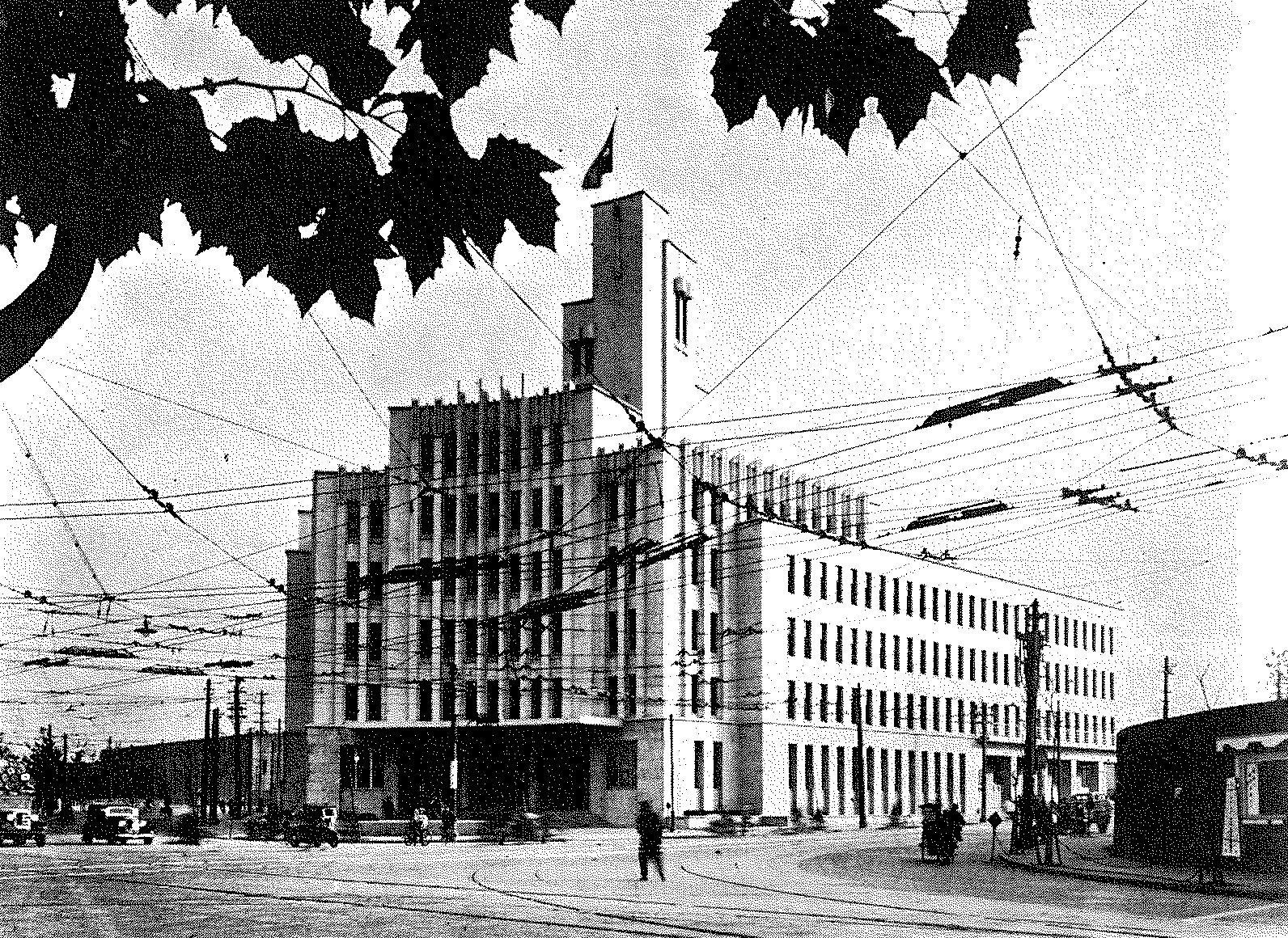
第一代大阪放送會館

1923年12月，遞信省公佈《放送用私設無線電話規則》後，東京、大阪、名古屋三大都市出現申請設立電台的熱潮。大阪當時亦有多達24家團體申請開設電台，這些團體中以大阪朝日新聞和大阪每日新聞投入最多，雙方都開設了試驗電台，實際播出節目:22。後遞信省公佈了各地設置一家電台、公益法人、申請者統合的方針。但由於大阪各申請業者互不相讓，導致統合進展緩慢，直到1924年12月才實現統合:22-23。1925年2月28日，大阪放送局正式成立:23；同年6月1日早晨8時5分，大阪放送局正式開始播出:26-27。當時大阪放送局還沒有自己的大樓，因此在位於船場高麗橋的三越吳服店屋頂播音:24，事務部門則在堂島大樓辦公:25。由於出資者多是經濟界人士，開播時的大阪放送局節目以股票和商品市場交易情況、天氣預報為主:29，收聽費每月1日元:24。
1926年，隨著上本町演奏所的竣工，大阪放送局有了自己的辦公場所。上本町演奏所是一座木質二層建築，設有兩個錄音棚:36。1927年8月13日，大阪放送局轉播了在甲子園球場舉辦的全國中等學校優勝野球大會，是日本廣播史上第一次轉播體育賽事:42-43。翌年大阪放送局轉播了昭和天皇即位儀式和天神祭等大型活動:44-45。大阪放送局從1928年開始播出廣播體操，並多次舉辦廣播體操大會:46-47。1931年3月9時，大阪放送局轄區內的廣播聽眾已經超過24萬戶:56。隨著聽眾的增加，大阪放送局的節目也從經濟資訊轉為以大眾偏好的娛樂、體育節目為主:56。1931年，大阪放送局對聽眾進行了長達半年的調查，按照調查結果對節目播出時間比進行編排，還按聽眾希望播出了箏曲和珠算講座節目，是日本廣播史上首次按聽眾希望播出節目:56。1933年6月26日，大阪放送局開始播出第二放送:57。同年大阪放送局設立了管弦樂團，是日本第一個廣播管弦樂團:66。1934年室戶颱風吹襲大阪時，大阪放送局曾使用蓄電池在停電的情況下堅持播出；颱風過後大阪放送局還派遣技術人員為民眾免費修理收音機:47。1930年，大阪放送局在天王寺公園設置日本第一個廣播塔:74。
由於上本町總部空間狹小，難以應對逐漸增加的業務量。加上音響效果也欠佳，大阪放送局因此在大阪城公園西南確保了土地，用來修建大阪放送會館。1936年，由渡邊仁設計的第一代大阪放送會館竣工。這座建築地下有一層，地上有九層，設有13個錄音棚，並且將音響效果和遮斷外界噪音作為最重要設計前提，不僅令大阪放送局的節目製作環境大幅改善，亦令分散大阪市內各地辦公的事務部門得以集中在同一地點:78。1938年7月，大阪放送局創建了日本第一個廣播合唱團:85。1939年，大阪放送局轄區內的廣播收聽簽約數超過100萬:52。
太平洋戰爭爆發後，大阪放送局停止播出第二放送:90。同時大阪放送局完全進入戰時狀態，播出了空襲警報節目，並且在放送會館頂部設置了高射砲:93。大阪放送局還發射妨礙電波，以阻止日本民眾收聽外國節目:94。1942年後，由於日本本土空襲，大阪放送局不時被迫停止播出:55。1945年8月14日，大阪放送會館在空襲中受損:97。翌日大阪放送局播出了昭和天皇宣布日本投降的玉音放送:99。

### 二戰後
二戰結束後的1945年9月，駐日美軍佔領大阪，並接收了大阪放送會館的部分建築和設施，用於播出美軍廣播（呼號WTVQ）:102。1949年10月之前，駐日美軍還對大阪放送局的節目進行內容審查:103。1953年，駐日美軍交還全部大阪放送局建築及設施:103。
1950年「電波三法」（《電波法》、《廣播法》、《電波監理委員會設置法》）立法後，日本放送協會由社團法人改制為特殊法人:130。翌年，新日本放送（現每日放送）及朝日放送相繼開播，大阪地區進入NHK與民營廣播共存的時代:130-131。大阪放送局在這一時期製作了《爸爸是好人》（お父さんは人好し）等人氣廣播劇:132-133。
1951年6月25日，大阪放送局開始播出電視試驗訊號:140-141。1954年3月1日，大阪广播电视台開始正式播出電視節目:143。5年後的1959年4月1日，大阪广播电视台開始播出教育頻道:153。1960年9月10日，大阪广播电视台開始播出彩色電視:153。同年大阪广播电视台轄區內的電視收視契約數超過100萬:73。為了提供製作電視節目所需的空間和設備，大阪广播电视台還在放送會館南側修建了新館，專門用於製作電視節目。新館地上有四層，地下有一層，建築面積14,500平方公尺，在1963年竣工:188。1964年，大阪放送局的《文樂人形》節目獲得了艾美獎:191。1974年第一次石油危機時，大阪广播电视台一度停止播出深夜節目，縮短播出時間至晚上11時:221。
1978年，大阪广播电视台前往蒙古人民共和國進行取材，也是大阪广播电视台首次海外取材:91。大阪广播电视台在1986年和KBS釜山放送總局簽訂合作協議，成為NHK最初和海外電視台簽訂合作協議的地方局:236。翌年NHK大阪和上海電視台也簽訂了合作協議:236。1990年，NHK大阪和澳大利亞特殊廣播服務簽訂合作協議:236。
1980年代後期開始，大阪广播电视台積極研究高畫質電視技術。1988年，大阪放送局使用高畫質技術轉播了在奈良市舉辦的奈良絲綢之路博覽會:246-247。翌年大阪放送局使用高畫質電視直播選拔高等學校棒球大會:248-249。1990年大阪广播电视台轉播國際花與綠博覽會時，同樣應用了高畫質電視技術:249-251。1994年播出的電視劇《黑髮》則是大阪广播电视台第一部高畫質電視劇:250。2002年，大阪广播电视台使用高畫質技術轉播琵琶湖馬拉松，是世界首次高畫質移動轉播:29。
1994年，大阪广播电视台決定在第一代大阪放送會館西側修建新的大阪放送會館。新放送會館修建在難波宮遺址上，是NHK和大阪市共同開發的項目。大阪市在和新放送會館處修建大阪歷史博物館，且雙方在開發時注重遺跡保護:256-258。1998年1月22日，NHK大阪舉辦了新放送會館的動工儀式:18。2001年4月30日，第二代大阪放送會館竣工:24。同年11月3日，大阪广播电视台開始從新放送會館播出節目:26。
2003年12月1日，NHK大阪開始播出數位電視訊號，並於2011年7月24日停止播出類比電視訊號:30-31。

## 節目
大阪放送局自1957年2月1日開始播出自製的新聞節目:160。大阪放送局全面參與了1970年世界博覽會的轉播工作，製作了191小時56分的電視節目和147小時的廣播節目:83。對世博會的轉播亦成為大阪放送局國際化的一大契機:213-215。1976年，日本全國的NHK進行地方新聞改版，NHK大阪也開始播出《新聞廣角640》節目，實現地方新聞節目的大型化:222。1982年，NHK大阪將該節目的名稱改為《新聞廣角630》，播出時間延長為30分:222。1995年阪神·淡路大地震時，大阪放送局在地震報道中承擔了極為重要的地位，不僅長時間播出新聞特別節目，亦提供安全確認資訊和生活資訊等實用資訊:261-269。現在大阪放送局在平日傍晚播出的帶狀地方新聞節目是在18:10至18:59分播出的《News Hot關西》，其中18:30之前的時段在近畿地方轄區內的其他5個放送局聯播。此外NHK大阪製作的新聞節目還包括還在平日晨間播出的15分節目《早安關西》、週六早晨播出的《週末關西》、週五晚間播出的《關西熱視線》。部分由NHK综合频道面向全日本播出的新闻也由NHK大阪制作，包括《列岛新闻》、14:00《NHK新闻》和周五的《周五5点新闻》。
大阪放送局製作的第一部電視劇是1954年3月2日播出的《華燭》:162。在放送新館竣工後，大阪放送局的電視劇製作能力有飛躍性提升。1964年，大阪放送局首次製作連續電視小說，其製作的第一部作品是改變自林芙美子小說的《渦潮》。這部電視劇的成功也確立了大阪放送局在電視劇領域的地位:194-195。播出於1966年至1967年的《橫堀川》也是大阪放送局具代表性的初期電視劇之一:79。大阪放送局還從1969年開始參與《銀河電視劇》的製作，其第一部彩色電視劇《西陣模樣》也是銀河電視劇作品:197。1984年播出的電視劇《炎熱商人》是大阪放送局第一部在海外取景的電視劇，獲得了藝術祭優秀賞:97。至2020年9月，大阪放送局已經製作了43部連續電視小說，其中平均收視率最高的作品是播出於1979年至1980年的《香魚的歌》，達49.1%。
由於近畿地方是古代日本的文化中心地區，大阪放送局製作了眾多文化和歷史題材的節目。播出於1986年至1989年的《國寶之旅》大部分集數由大阪放送局製作:99。1990年，大阪放送局製作的《正倉院》在NHK特集播出，亦是大阪放送局最初的高畫質節目之一:233。1999年，大阪放送局製作了關西版《世紀影像》:21。2000年開始播出的《歷史變動時》由松平定知主持，是大阪放送局最具代表性的歷史節目之一:23。《歷史變動時》的後繼節目《歷史秘話》同樣由大阪放送局製作。大阪放送局亦製作《上方落語會》等節目，積極保存關西的傳統文化:21。1992年，大阪放送局曾舉辦「說大阪話之日」（大阪弁でしゃべるデー）活動，在早晨9時至傍晚19時除了新聞、天氣、交通之外的全部節目使用大阪方言播出，倡議方言文化:252。此外大阪放送局舉辦多種文化活動。1989年，大阪放送局舉辦了《藤之木古墳和其時代》展，是大阪放送局的第一次全國巡迴展:102。
NHK在週六正午播出的綜藝節目長期由大阪放送局製作:234-235。現在這一時段播出的節目是1985年開始播出的日本法律主題綜藝節目《綜藝生活笑百科》:98。大阪放送局製作的在全國播出的綜藝節目還有教育頻道節目《BariBara〜殘障者資訊綜藝〜》。
NHK大阪亦負責大相撲大阪場所、選拔高等學校棒球大會和全國高等學校棒球錦標賽的轉播。此外，《Utacon》、《今日料理》等在日本全國播出的節目，亦有部分內容或集數在NHK大阪製作。